# St.-Marien-Kirche des Heiligen Gürtels

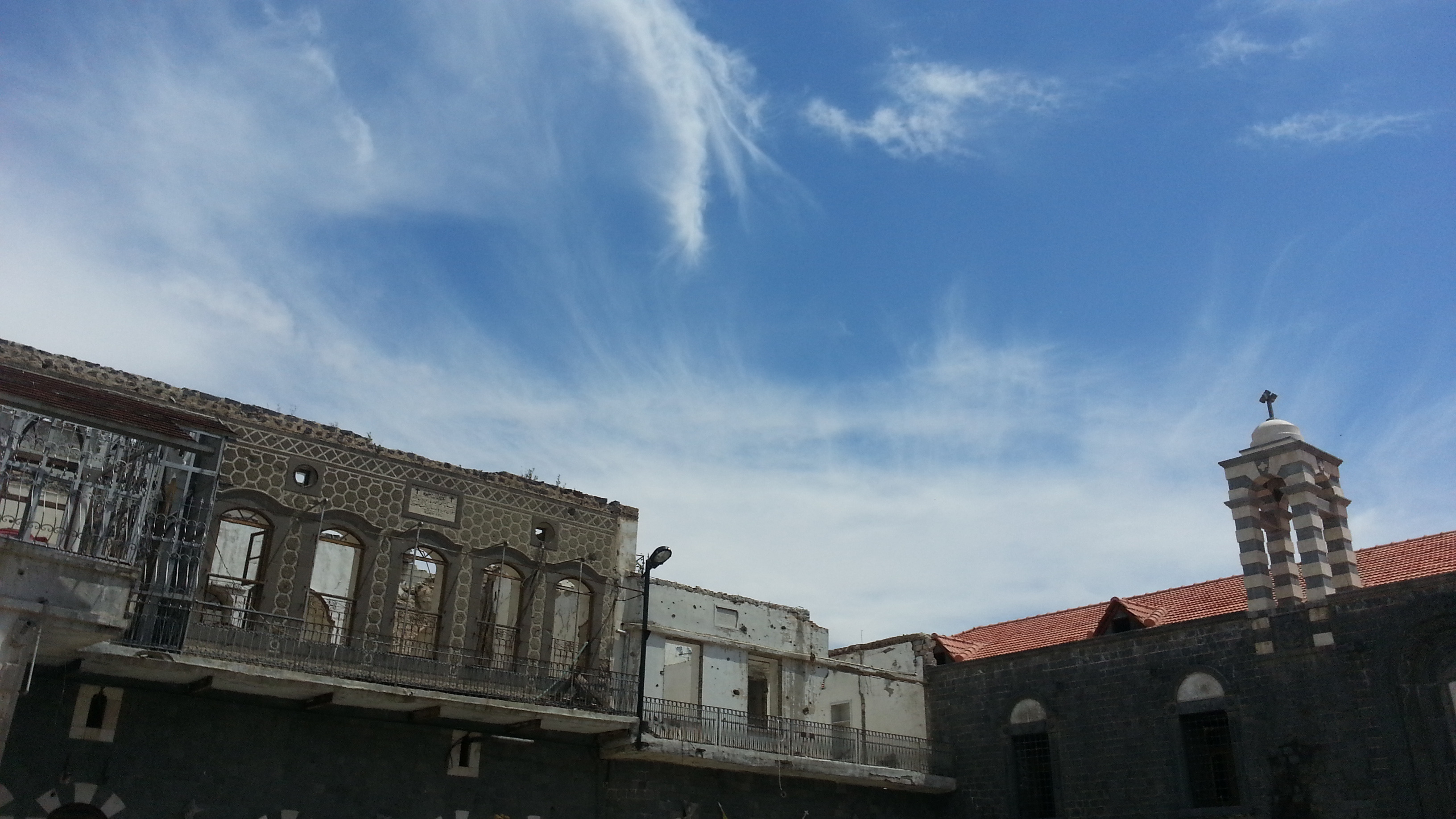
Die zerstörte Kirche 2015

Die Sankt-Marien-Kirche des Heiligen Gürtels (arabisch كنيسة أم الزنار, DMG Kanīsat Umm az-Zinnār) ist ein historisches syrisch-orthodoxes Kirchengebäude in Homs, Republik Syrien. Sie ist die Kathedrale des syrisch-orthodoxen Erzbistums Homs und Hama.

## Standort
Die Sankt-Marien-Kirche des Heiligen Gürtels steht in der Altstadt von Homs im mittleren Abschnitt der Straße al-Warscha (Werkstattstraße, شارع الورشة, DMG Šāriʿ al-Warša) an deren südlicher Seite etwa 120 m östlich der Straße Escada (اسكادا, DMG Askādā) etwa 50 m nordwestlich der an der al-Ghassani-Straße (شارع الغساني) gelegenen Fadā'il-Moschee (جامع الفضائل, DMG Ǧāmiʿ al-Faḍāʾil). 100 m südöstlich steht die griechisch-orthodoxe Vierzig-Märtyrer-Kathedrale von Homs und 400 m östlich die ebenfalls griechisch-orthodoxe Kirche Sankt Elian.

## Geschichte
Die Kirche wurde über einer Untergrundkirche errichtet, die auf das Jahr 50 nach Christus zurückgeht. Sie ist heute Sitz des syrisch-orthodoxen Erzbischofs. Die Kirche enthält eine verehrte Reliquie, einen Gürtel, der als Gürtel Marias, der Mutter Jesu, angesehen wird. Dieser ist das Äquivalent der syrischen Kirche zur Zinktur der Theotokos der orthodoxen Kirche, heute im Kloster Vatopedi am Berg Athos, sowie zum katholischen Gürtel des Thomas in der Prato-Kathedrale in Italien. Alle beziehen sich auf die gleiche Legende über die Jungfrau Maria, die dem Apostel Thomas ihren Gürtel als Beweis für ihre Aufnahme in den Himmel übergeben haben soll.
Die Kirche wurde während des Syrischen Bürgerkriegs von bewaffneten Oppositionsgruppen gegen die Baath-Regierung Baschar al-Assads als Schild zweckentfremdet und bei der Konfrontation mit den Streitkräften schwer beschädigt. Spätere Zusammenstöße führten zu schweren und irreparablen Schäden am Außenbereich der historisch wertvollen Sankt-Marien-Kirche des Heiligen Gürtels. Nach Instandsetzungsarbeiten und Rückführung der während des Krieges in Sicherheit gebrachten Reliquien einschließlich des Gürtels der Maria wurde die Kirche 2014 wiedereröffnet.